# Freire Shipyard
Construcciones Navales Paulino Freire (Freire Shipyard) es un astillero situado en la ciudad española de Vigo. Su actividad es el diseño, construcción, transformación y reparación de buques de alto valor añadido en acero y aluminio de hasta 155 metros de eslora.

## Historia

### Primeros años
Los orígenes del astillero se remontan a 1895, año en el que Paulino Freire Piñeiro en el barrio de Bouzas (Vigo), inició su actividad en la construcción y reparación de buques pesqueros en madera para la flota pesquera local, la mayoría de estas embarcaciones pertenecían al propio Paulino Freire. Comenzando el siglo XX ya operaban en la Ría de Vigo compañías como Viuda de J. Barreras e Hijos, Construcciones Navales Santodomingo y la propia Construcciones Navales Paulino Freire, siendo esta última la única que sobrevive en la actualidad y bajo la dirección de la misma familia.

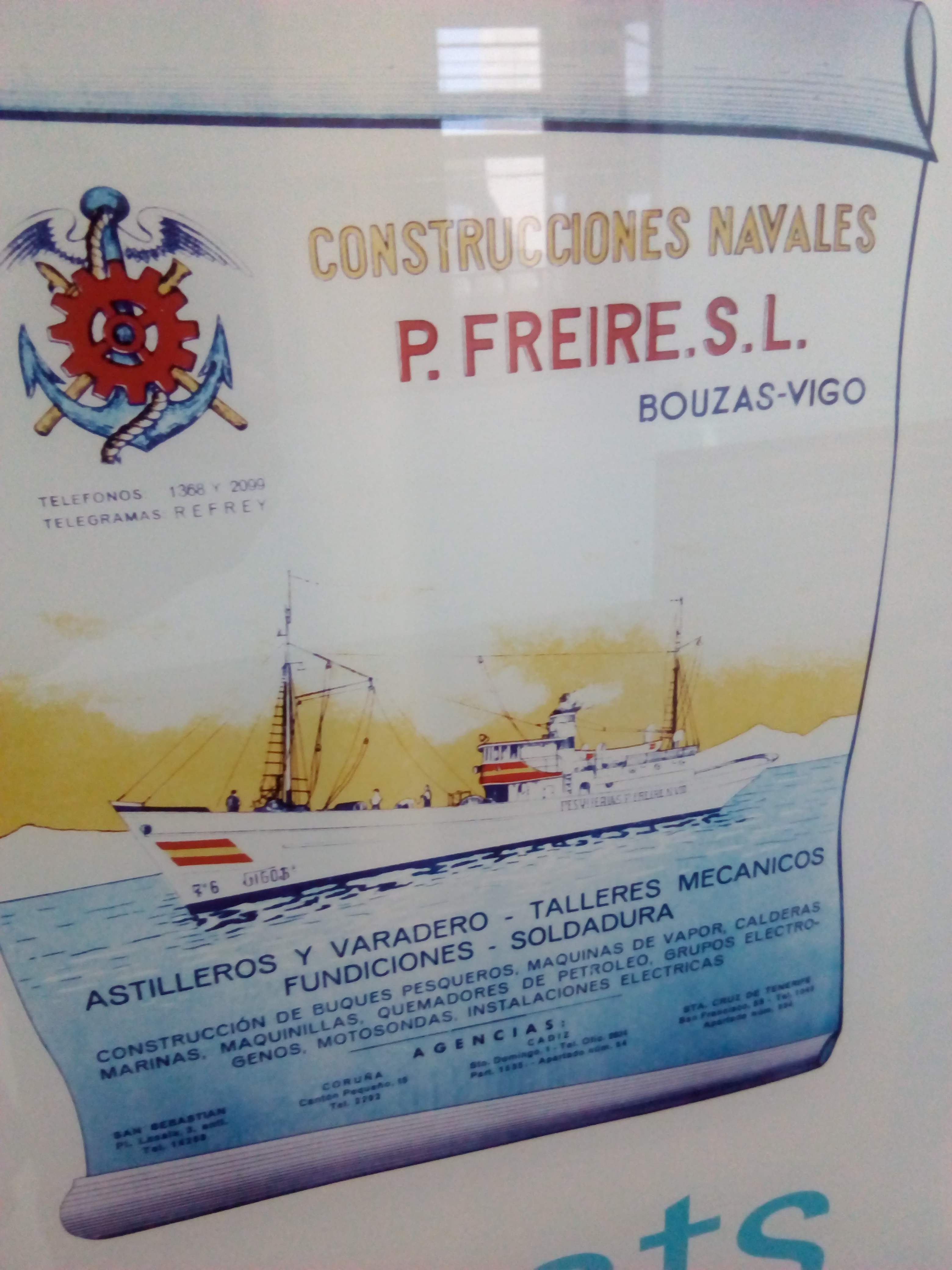
Antiguo cartel publicitario de Freire expuesto en el Museo del Mar de Galicia.

En 1910 la empresa comenzó la fabricación de máquinas de vapor de patente propia y por entonces la factoría disponía de talleres mecánicos y un carro varadero para la puesta en seco de las embarcaciones.
Durante la década de 1920 la actividad de Freire Shipyard se concentró principalmente en la construcción de barcos pesqueros en madera para armadores portugueses, estos buques incluían equipos propulsores y auxiliares de vapor que fabricaba la propia empresa.

### De 1940 a 1970
En el año 1943 fallece el fundador del astillero, Paulino Freire Piñeiro, a quien se le preparaba un homenaje para entregarle la Medalla al Mérito en el Trabajo concedida un año antes. Esta distinción finalmente no se materializó, aunque en verano de 1948 el Ayuntamiento de Vigo designa con su nombre a una de las calles que llevan hasta la factoría.
La actividad industrial resultó poco relevante hasta el final de la Segunda Guerra Mundial, momento en el que amplió su expansión comercial en puertos de todo el mundo con la creación de la empresa de efectos navales de su mismo nombre.
En 1958 Freire Shipyard comenzó su etapa en la construcción naval en acero con el buque Puente Castrelos; sería un proceso largo, si se tiene en cuenta que transcurrieron casi tres años, hasta su entrega en 1961, a pesar de tratarse de un buque sencillo.

### De 1970 a 2000
En 1972 el astillero entrega al Instituto Español de Oceanografía el buque oceanográfico Cornide de Saavedra, el mayor de su clase que ha tenido organismo público. Dos años después, en 1974, la empresa amplía sus instalaciones con la adquisición de la factoría de Coya, lo que le permitió incrementar la capacidad productiva y atender la fuerte demanda del momento. En 1986 el consejo de administración decide apostar también por la ingeniería naval e incorpora una oficina técnica en sus instalaciones.

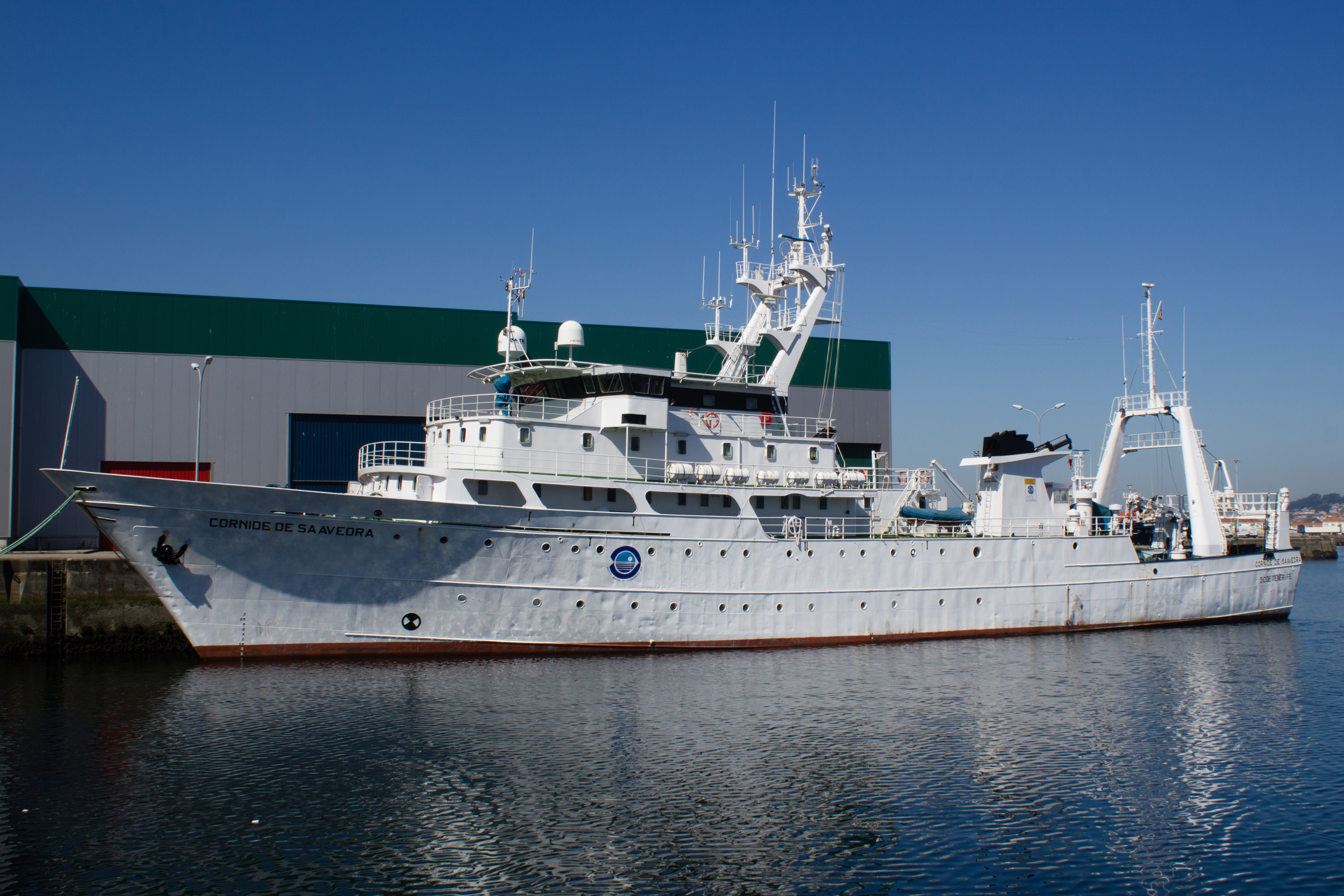
El Cornide de Saavedra en Marín.

Durante la década de 1980 y principios de la de 1990 la práctica totalidad de las nuevas construcciones de Freire Shipyard fueron buques arrastreros congeladores, principalmente para armadores de España y Marruecos. Entre las construcciones destacadas a lo largo estos años, figura el mercante Inagua España, en 1978, para Marítima del Litoral.

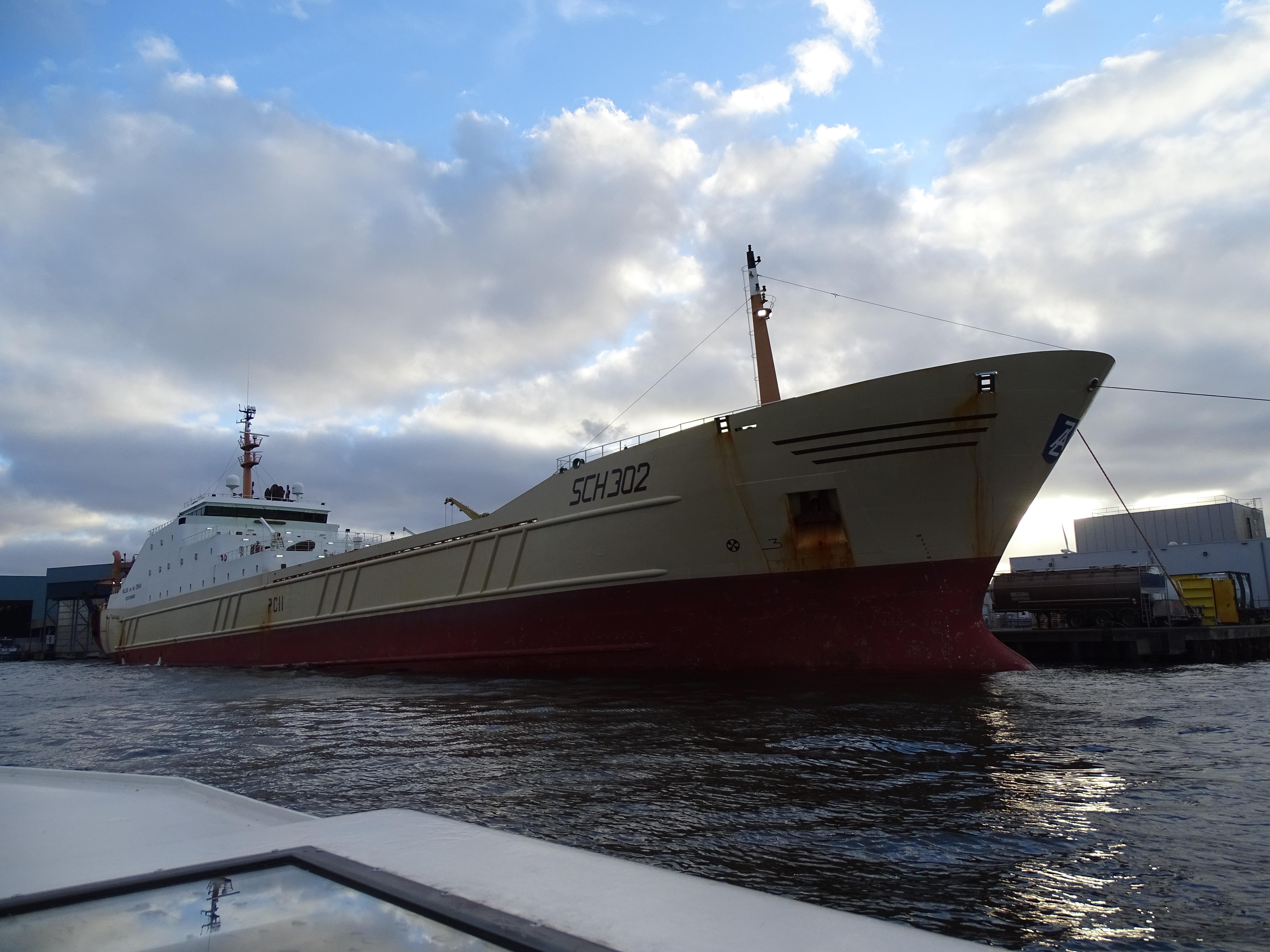
Willem van der Zwan.

En el último lustro del siglo XX fueron entregados a Marítima del Norte cuatro mercantes frigoríficos, llamados Sierra Lara, Sierra Leyre, Sierra Loba y Sierra Laurel. Estos fueron los últimos buques, y también los de mayor eslora, construidos por encargo de la naviera presidida por Jesús de Sendagorta Arámburu. En 1999 el astillero logró uno de los mayores éxitos de su historia con la construcción y botadura del arrastrero Willem van der Zwan para un armador de los Países Bajos, catalogado entonces como el «mayor pesquero del mundo».

### De 2000 a 2020
A principios del siglo XXI, el astillero se había especializado en patrulleros de altura adjudicándose un encargo realizado por la Armada Española, para la que construyó tres buques de la Clase Chilreu: Alborán (P-62), entregado en agosto de 1997; Arnomendi (P-63), en diciembre de 2000 y Tarifa (P-64), en junio de 2004. Otro hito significativo se produjo en 2011 con la puesta a flote del yate de lujo Naia (ex Pegaso), siendo en su momento el mayor de su clase construido en España.

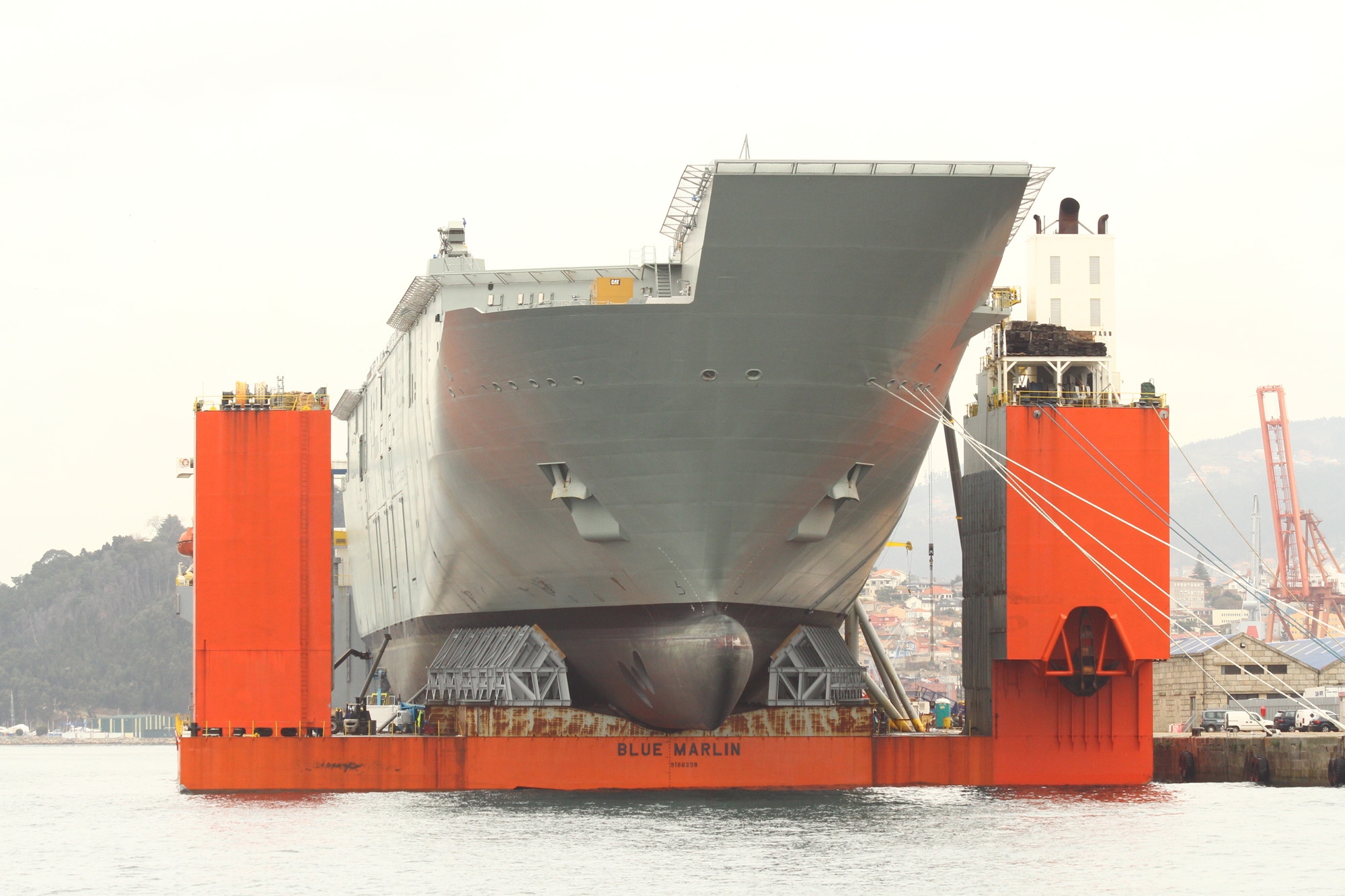
El buque soldado sobre la cubierta de la plataforma semi-sumergible, trabajo realizado por el astillero en el año 2013.

En diciembre de 2013 trabajadores del astillero efectuaron en la Ría de Vigo los trabajos de soldadura para el ensamblaje y apuntalamiento del casco del buque de clase Canberra HMAS Adelaide (LHD 01) de la Real Armada de Australia, construido en Navantia Ferrol, a la cubierta del buque plataforma semi-sumergible MV Blue Marlin para realizar su traslado a Australia.

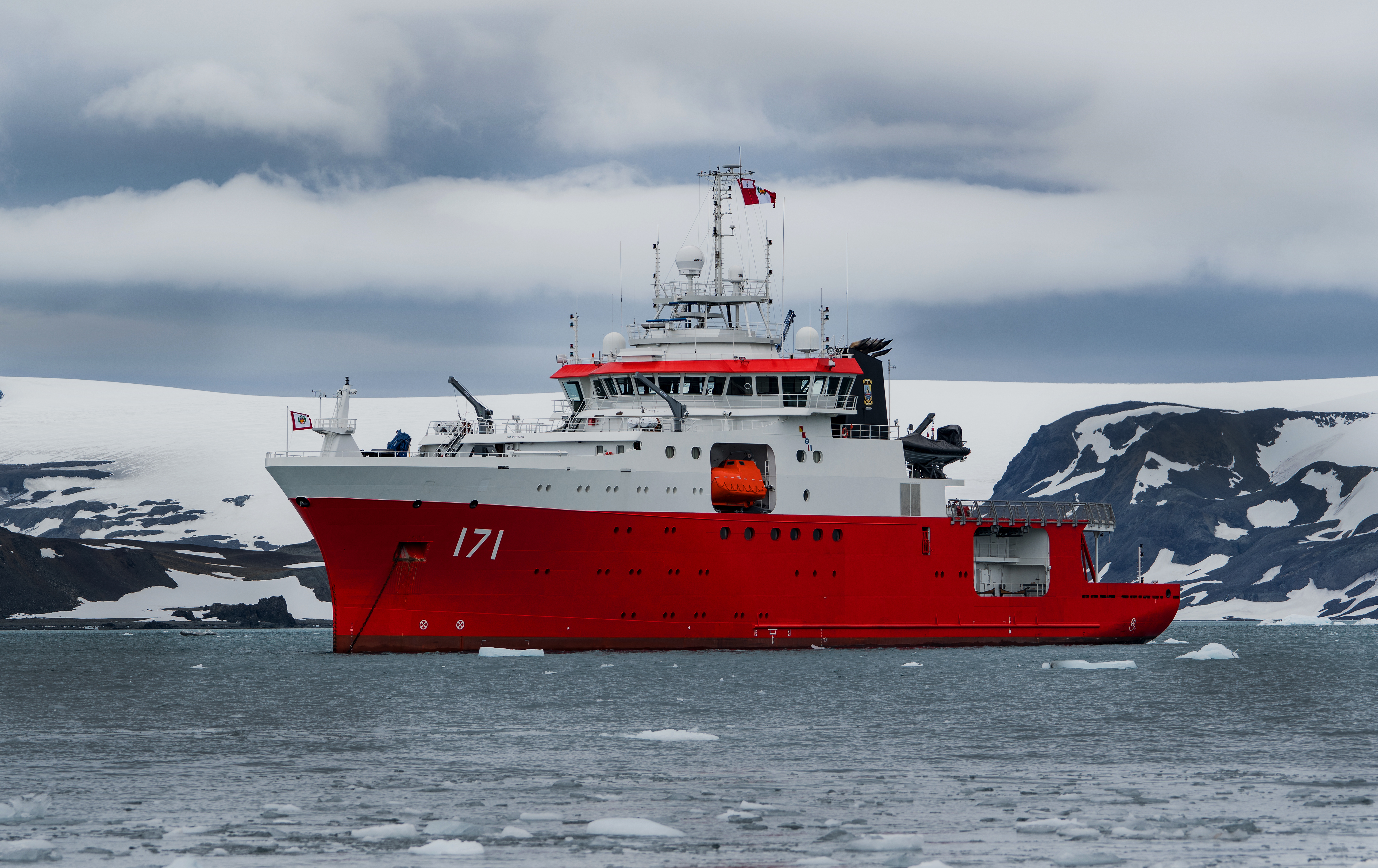
Oceanográfico polar BAP Carrasco.

Un año después parte de la actividad de la empresa se expande al extranjero gracias a un contrato firmado con la Secretaría de la Marina de México, Freire se encarga de la construcción de tres buques abastecedores multipropósito («supply») en la ciudad de Heroica Guaymas (México). La tarea del astillero en estas tres construcciones es la del suministro del paquete completo de diseño, materiales y equipos. En el año 2015 y como consecuencia de su gestión comercial se consolida en los años posteriores como el principal constructor naval de la Ría de Vigo, firmando diversos contratos para armadores privados y también para administraciones públicas de los siguientes países: Noruega, Perú e Indonesia. Especializándose sobre todo en el diseño y construcción de modernos buques oceanográficos.
En verano de 2016 la factoría junto con la empresa auxiliar del naval T. y M. Ganain, colabora nuevamente con Navantia. En esta ocasión el astillero se encargó de la realización de los trabajos de montaje, instalación y soldadura de estructuras metálicas de acero (denominadas «grillage») sobre las cubiertas de los buques Swan, Tern y Boa 43. La instalación de las estructuras en estos buques permitió el traslado de 29 estructuras eólicas marinas, denominadas jackets y fabricadas por el astillero ferrolano, desde las instalaciones de la antigua ASTANO hasta el puerto de Sassnitz.

### Actualidad

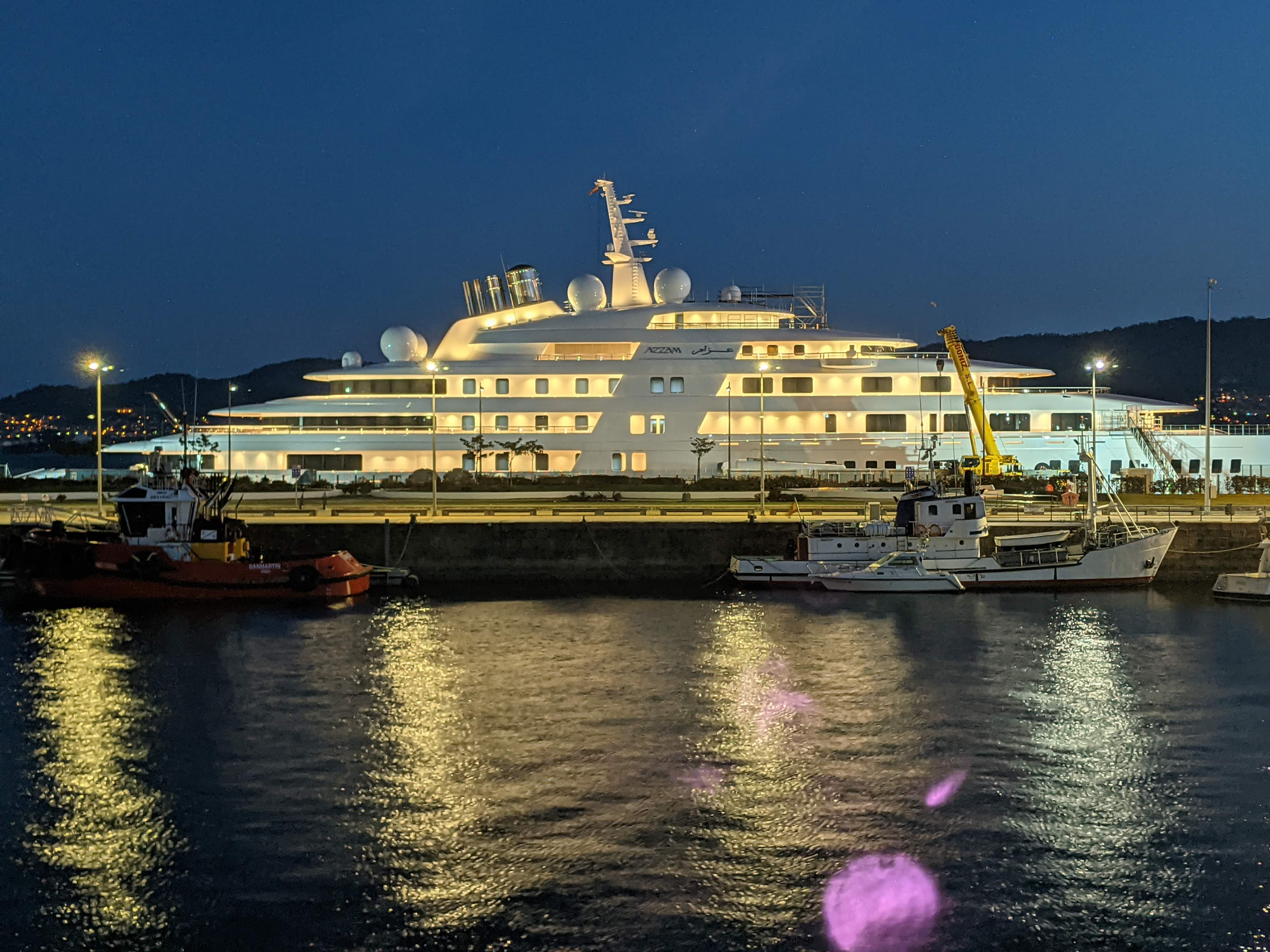
Tareas de mantenimiento del megayate Azzam.

Comenzando la década de 2020 Freire Shipyard entrega diversos buques de investigación oceanográfica, pesqueros y también embarcaciones de recreo. La factoría gallega complementa su actividad de nuevas construcciones con la realización de diversos proyectos de reformas navales y transformación de buques. Como fue el proyecto encargado por la fundación Schmidt Ocean Institute para el refitting del offshore Polar Queen en un moderno buque oceanográfico renombrado como RV Falkor Too, o los trabajos de mantenimiento realizados en el megayate Azzam, entre otros proyectos.
En 2021, y pese al impacto en el sector provocado por la pandemia de COVID-19, la facturación de la empresa superó los 100 millones de euros. Afianzándose junto con Astilleros Armón Vigo en los dos principales constructores navales privados de Galicia, tras las quiebras de los históricos Factorías Vulcano e Hijos de J. Barreras.
Llegando a la mitad de esta década la atarazana firma contratos para nuevas construcciones de buques con armadores de Canadá, Escocia, Estados Unidos o Francia, así como reparaciones y también trabajos de refitting, como la transformación de la barcaza «The Tigre Rose» en una embarcación destinada a cruceros por ríos y canales europeos, lo que supone una plena carga de trabajo en sus dos factorías durante esos años.

## Productos

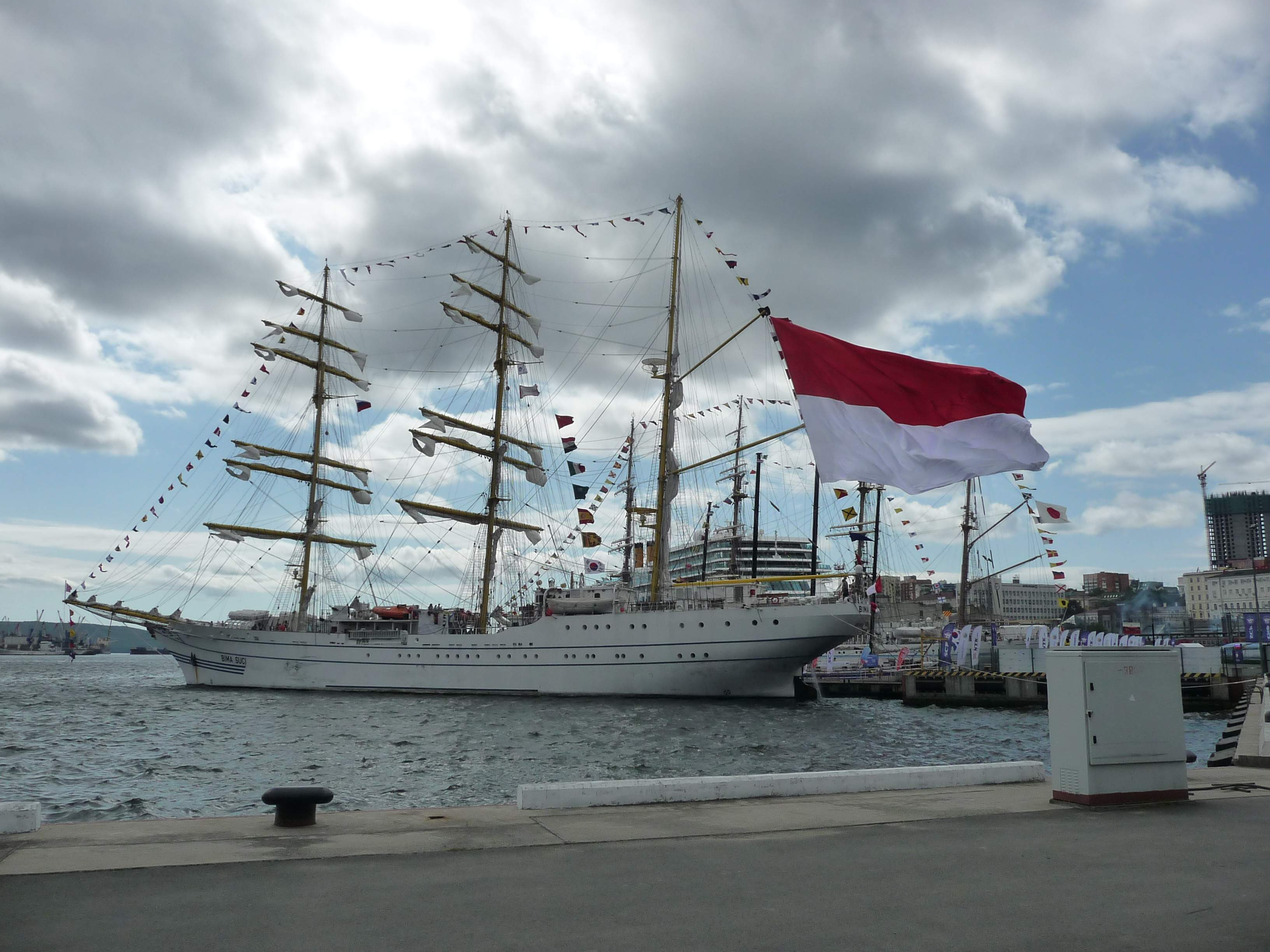
El buque escuela KRI Bima Suci en Vladivostok.

La principal actividad de Freire Shipyard es la construcción de buques y estructuras flotantes de alto valor añadido de gran tonelaje en acero y aluminio, otro importante nicho de negocio de la compañía son los trabajos de reparación, transformación y refitting de embarcaciones.
En lo que respecta a sus más de 700 nuevas construcciones la atarazana ha realizado mayoritariamente proyectos de buques pesqueros, como la práctica totalidad del resto de astilleros de la ría. También ha hecho entrega a armadores privados e instituciones públicas de otro tipo de embarcaciones, como por ejemplo buques escuela, dragas, mercantes frigoríficos, offshore, patrulleras, portacontenedores, remolcadores, yates de lujo y modernos oceanográficos. Especializándose recientemente en este último segmento de buques del que la factoría es un referente internacional junto con Astilleros Armon Vigo.

### Mercantes

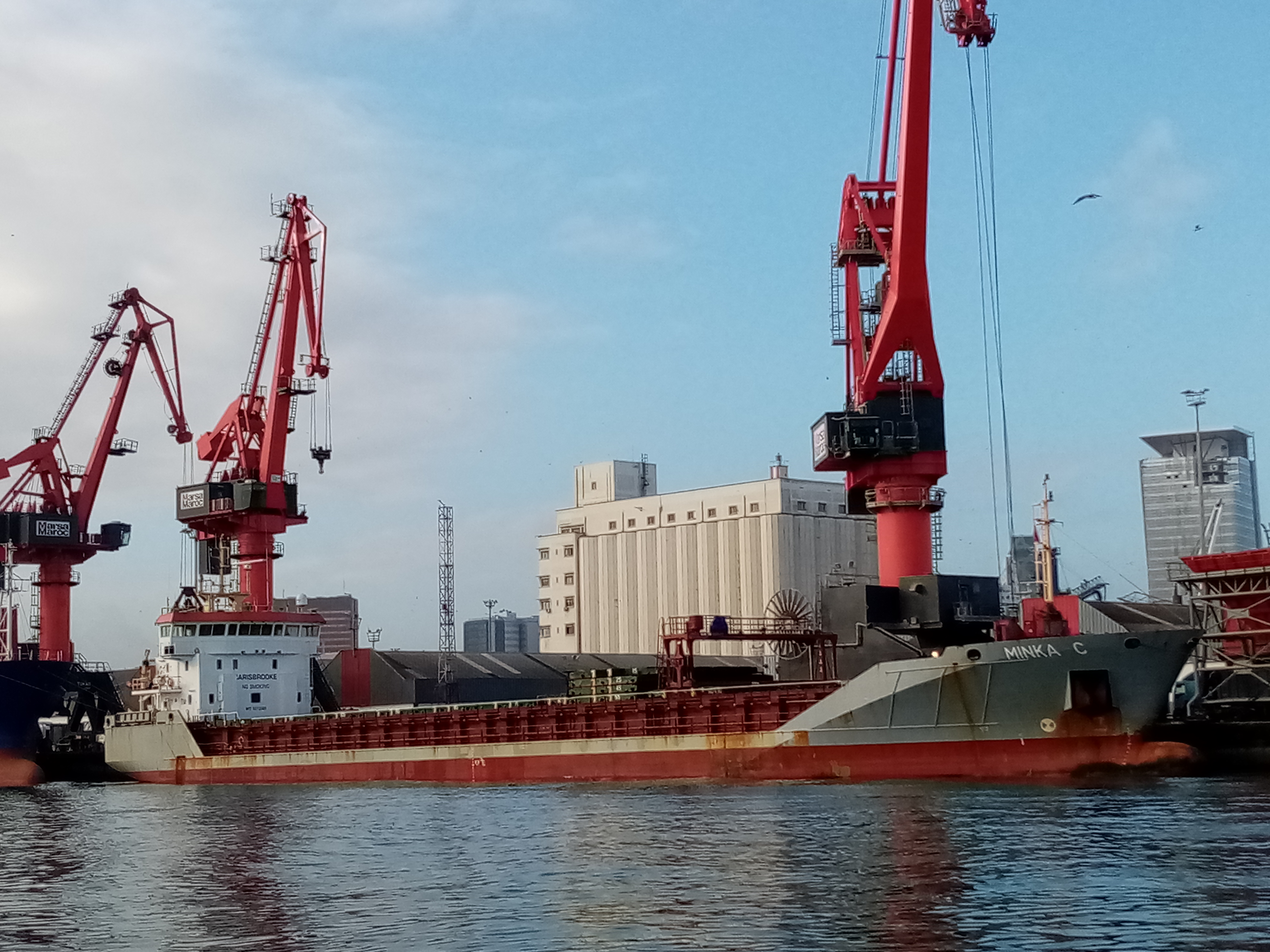
Portacontenedores Minka C.

En cuanto a los buques destinados al transporte de mercancías a finales del siglo XX Marítima del Norte encarga la construcción de cuatro mercantes frigoríficos bautizados como Sierra Lara, Sierra Leyre, Sierra Loba y Sierra Laurel. Durante el primer decenio del presente siglo también construyó los portacontenedores Eileen C, Lauren C, Minka C, Nicole C, Paula C, Spanaco Reliability (ex Lisa C), Tina C y Victoria C, los ocho encargados por la compañía Carisbrooke Shipping Ltd con sede en Cowes, Isla de Wight (Reino Unido).

### Oceanográficos

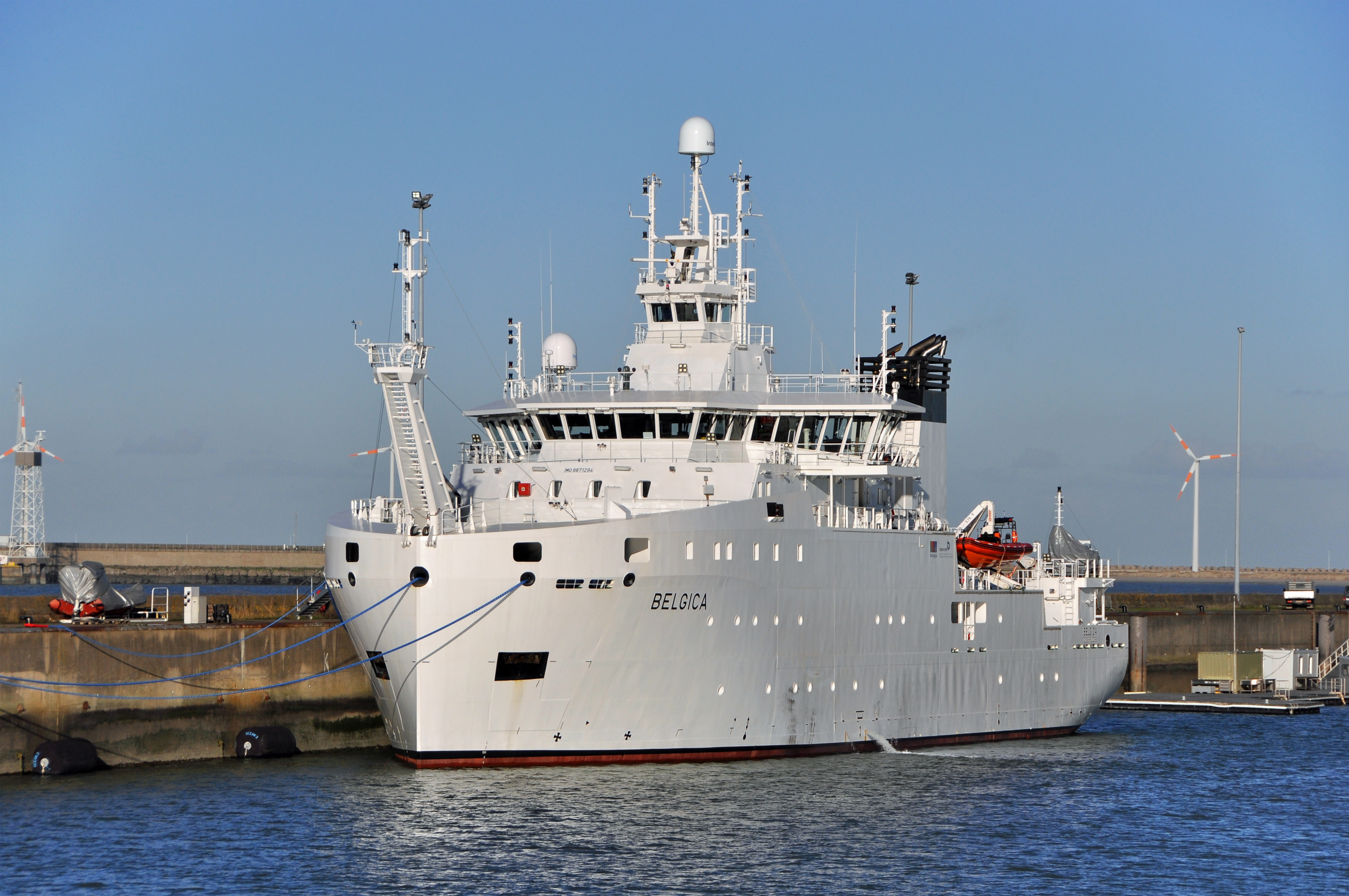
RV Bélgica en el puerto de Zeebrugge, Bélgica.

Los oceanográficos son uno de los grandes nichos de negocio del astillero gallego, construyendo más de una docena este tipo de buques tanto para administraciones públicas de España como también de otras naciones. Por encargo de instituciones españolas ha construido el Cornide de Saavedra (desguazado en 2016) para el Instituto Español de Oceanografía (IEO) y el Sarmiento de Gamboa para el Consejo Superior de Investigaciones Científicas (CSIC), mientras que sus entregas a estamentos científicos de otros países al margen de España son el Almostakshif para el Instituto de Investigaciones Científicas de Kuwait, Anita Conti para el Instituto Nacional Francés de Ciencias Oceánicas (IFREMER), BAP Carrasco para la Marina de Guerra del Perú, Janan RV para la Universidad de Catar, Jaywun para la Environment Agency-Abu Dhabi de Emiratos Árabes Unidos, RRS Discovery para el Instituto Británico de Investigación Medioambiental (NERC), RV Bélgica para el Real Instituto Belga de Ciencias Naturales, RV David Packard para el Monterey Bay Aquarium Research Institute (MBARI) de Estados Unidos, RV Falkor Too (ex Polar Queen) para el Schmidt Ocean Institute de Estados Unidos y Taqnia para la Saudi Development and Investment Company de Arabia Saudí.

### Offshore

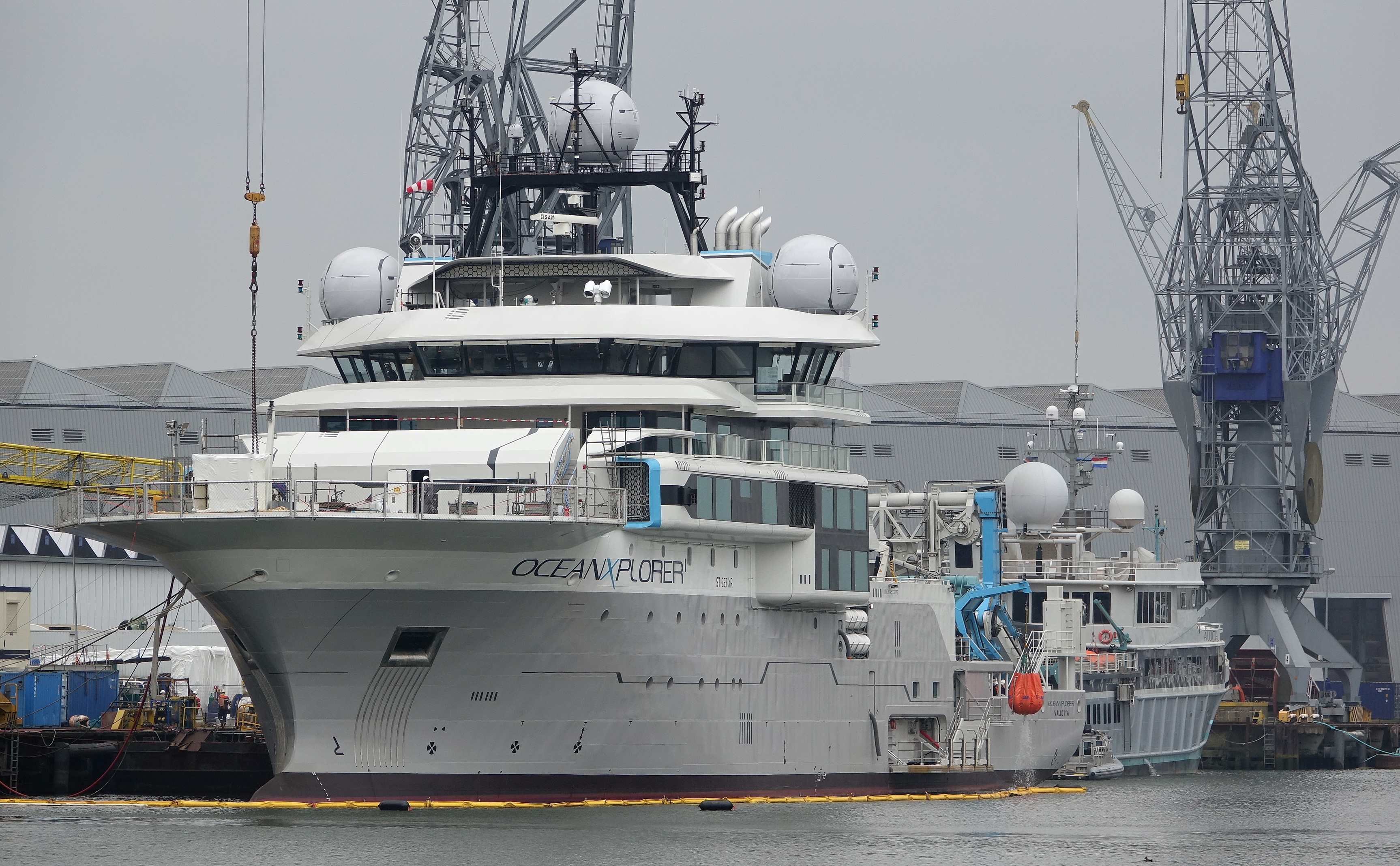
Offshore OceanXplorer 1 (ex Volstad Surveyor).

La construcción de esta clase de barcos destinados al apoyo de plataformas petrolíferas, parques eólicos marinos o al tendido de cables submarinos no es habitual en las gradas del astillero. El primer proyecto de estas características realizado por Freire Shipyard fue por encargo de la armadora Wavefield Inseis de Noruega y consistió en la transformación de un antiguo cablero japonés llamado Geo Maru en un moderno buque de prospección sísmica (extracción de petróleo) renombrado como  Geowave Commander, su botadura se produjo en el año 2007.
Más adelante -comienzos de la década de 2010- hizo entrega de otras tres unidades para armadores también noruegos. Rieber Shipping Bergen encargó los «gemelos» Polar King y Polar Queen (reconvertido posteriormente en el oceanográfico RV Falkor Too), mientras que para Volstad Shipping AS se construyó el OceanXplorer 1 (ex Volstad Surveyor) siguiendo el diseño ST-253 de Skipsteknisk. Este offshore se reformó años después en el astillero Damen y se rebautizó como Alucia2, una vez finalizado este refitting fue utilizado por el cineasta James Cameron en sus filmaciones relacionadas con la exploración oceánica. Su última entrega en este segmento de buques fue el Forth Constructor, botado en 2024, para Briggs Marine del Reino Unido y cuya función es la de prestar apoyo en puertos comerciales o parques eólicos marinos.

### Patrulleros y militares

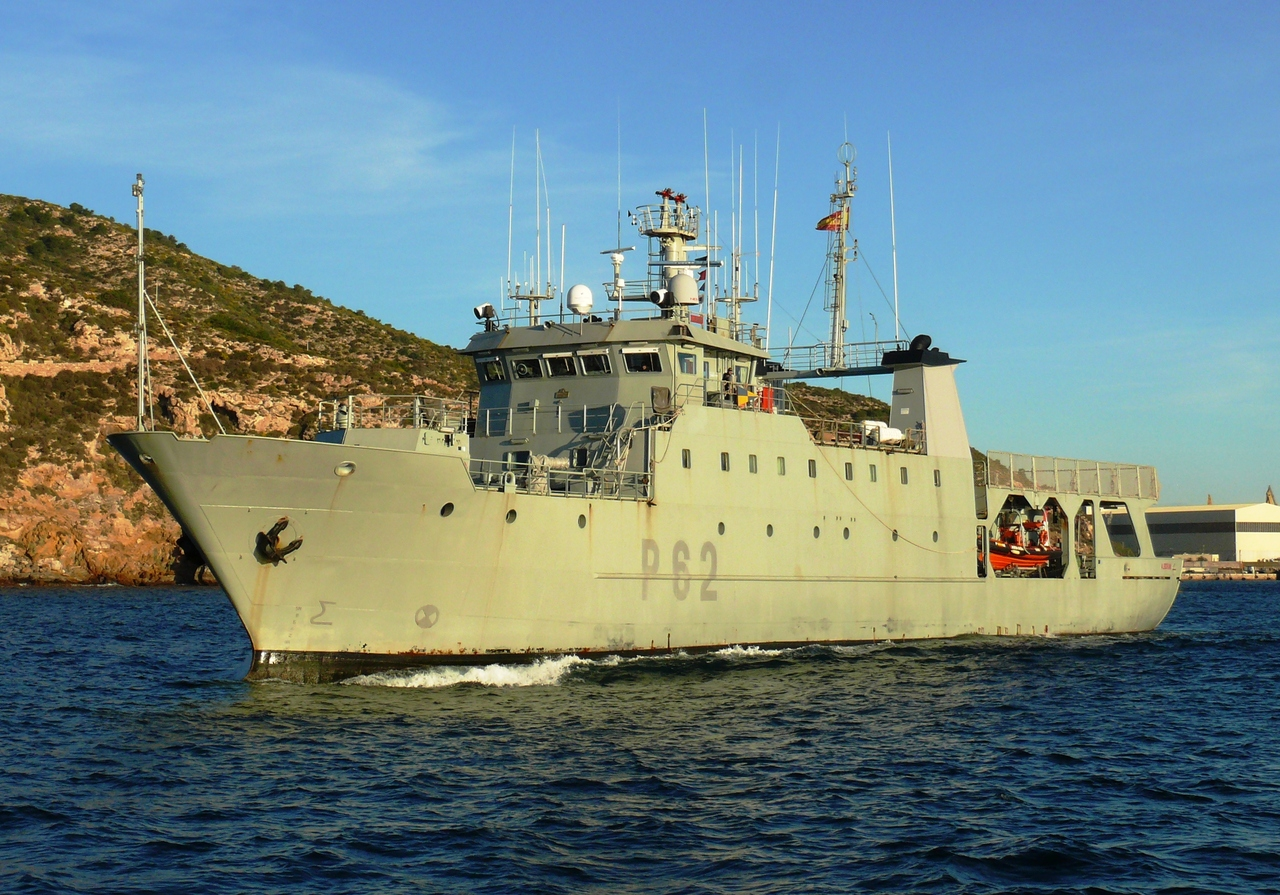
El Alborán (P-62) de la Clase Chilreu.

De igual modo, el astillero gallego ha construido de forma habitual patrulleros de altura. Finalizando el siglo siglo XX y a comienzos del presente hizo entrega a la Armada Española de tres unidades de la Clase Chilreu: Alborán (P-62), Arnomendi (P-63) y Tarifa (P-64). Estos tres buques se construyeron a partir del diseño inicial de un buque pesquero, adaptándolos para las funciones de patrullaje y agregando a cada unidad diferentes características, si bien todos ellos cuentan con quirófano e incorporan a su dotación personal médico.
De sus gradas también han salido las patrulleras Anna Kukurukaze Mungunda para el Ministerio de Pesca y Asuntos Marinos de Namibia y Sabah para el Instituto de Investigaciones Científicas de Kuwait.

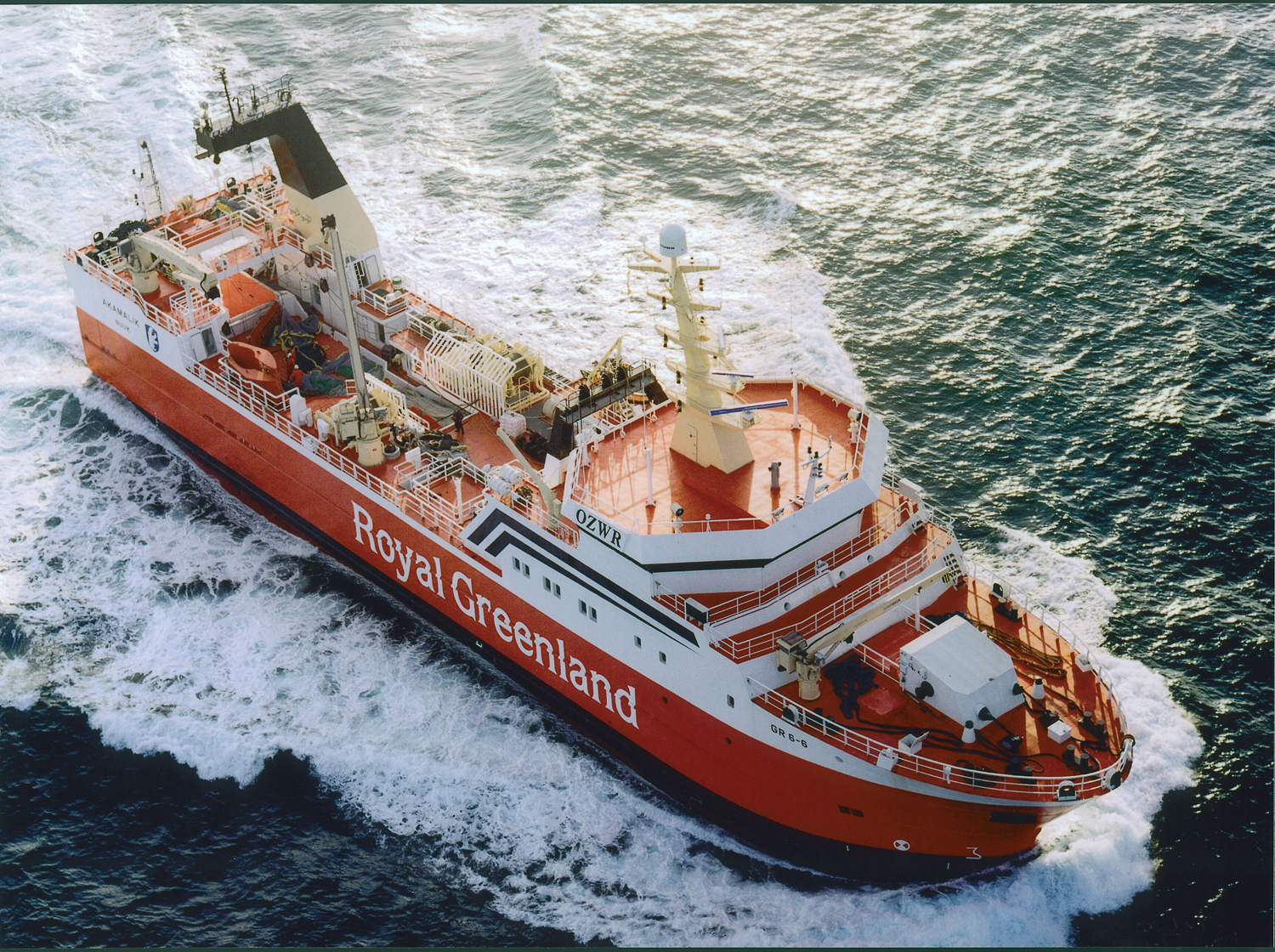
Arrastrero Akamalik construido a comienzos del decenio de los 2000 para un armador de Groenlandia.

### Pesqueros

#### Arrastreros
En lo que respecta a los buques de pesca de arrastre por popa, denominados arrastreros, ha construido más de cincuenta unidades. Principalmente estos barcos son por encargo de empresas pesqueras gallegas o españolas, aunque también para ha realizado proyectos de este tipo para armadores de Antillas Neerlandesas, Groenlandia, Islandia, Marruecos, Noruega y Países Bajos. De todos estos pesqueros pueden citarse los siguientes: Akamalik, Argos Galicia (ex Estai), Beatriz Nores (ex Freire López), Beiramar Cuatro, Costa da Barca, Currana (ex Riazor), Forcadela (ex Egunsentia), Hermanos Gandón Cuatro, Holmøy, Iván Nores, José Antonio Nores, Lasti (ex Chica), Manuel Ángel Nores, Manuel Nores, Markus, Nataarnaq, Novo Alborada (ex Alborada Cuatro), Patricia Nores, Playa de Barra (ex Área Alta), Playa de Galicia, Playa de Sartaxéns, Playa Pesmar Uno, Playa Pesmar Dos, Polar Nattoralik, Punta Robaleira, Río Mau, Salaiño, Sanamaro, Tasarte, Vieirasa Siete, Willem van der Zwan, Wiron V, Wiron VI o Xeos, entre otros.

#### Otros pesqueros

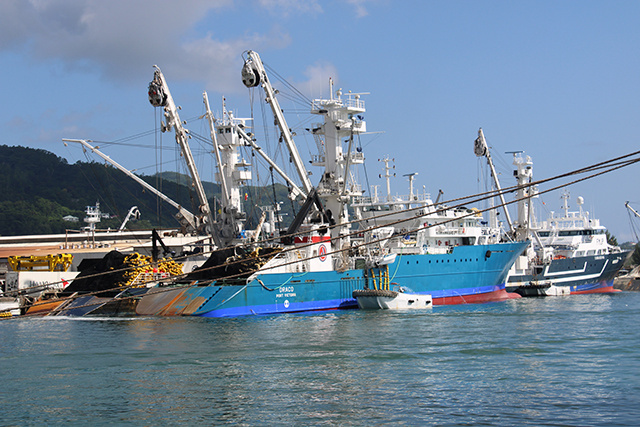
Atunero Draco amarrado en Victoria, Seychelles.

A lo largo de su centenaria historia Freire Shipyard ha realizado de forma ocasional proyectos de otro tipo buques pesqueros no vinculados con la pesca de arrastre. Como por ejemplo, los grandes atuneros congeladores Draco para Albafrigo y Monte Raiola para Grupo Calvo, los palangreros Juan Iglesias para Serjose Celeiro y Orzán para Pesca Cruña, el tangonero Kainab (ex Congasa) para Pescanova, el camaronero Alecrín para la Flota Cubana de Pesca y el sardinero Islamar III para Islamar. Este último tristemente famoso por haber protagonizado un naufragio en agosto de 1984 a 15 millas de la costa de Marruecos.

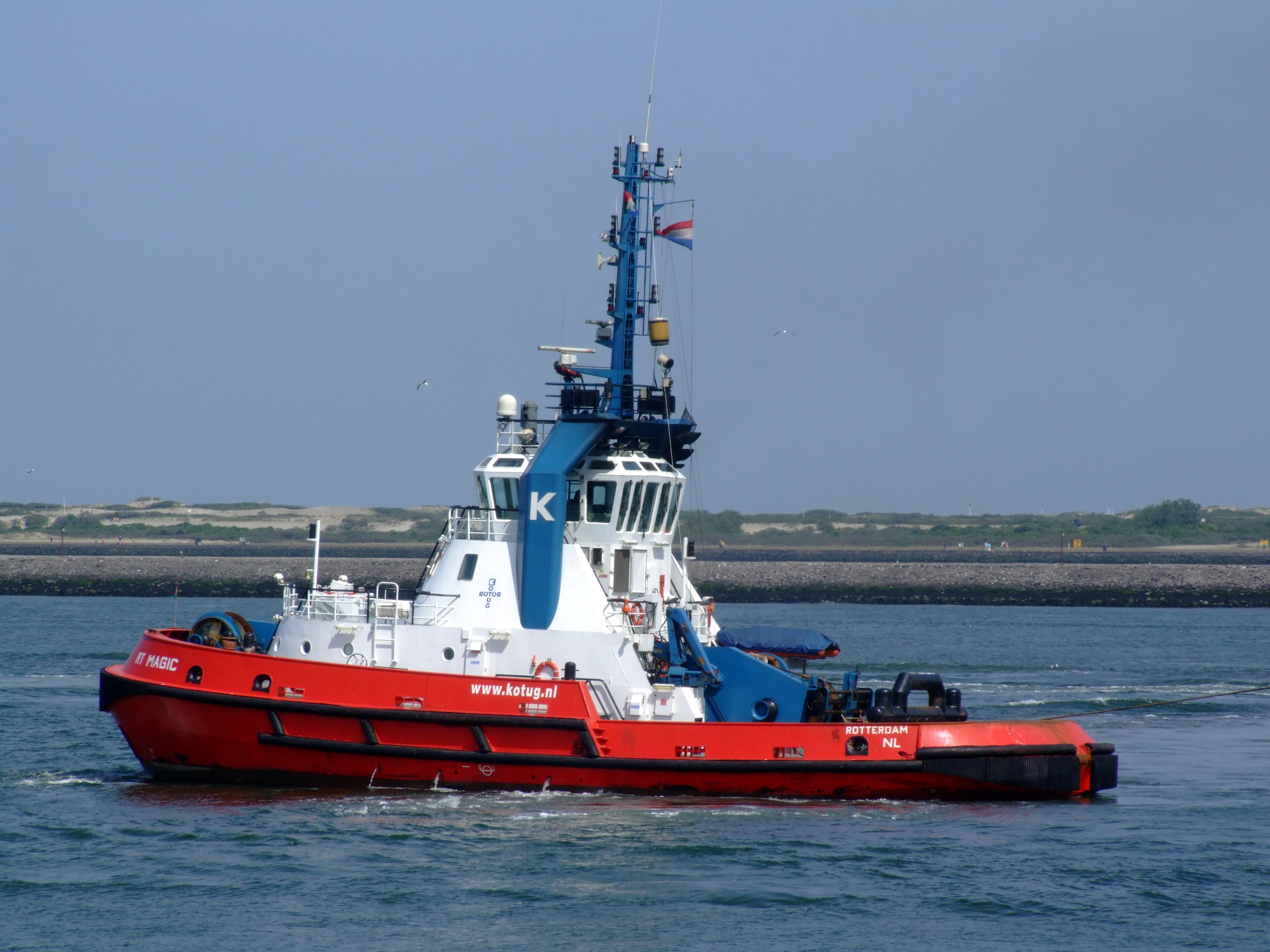
Remolcador RT Magic en el Puerto de Róterdam, Países Bajos.

### Remolcadores
Durante el decenio que abarca el periodo 1999-2009 la factoría realizó diversos proyectos por encargo de armadores de Reino Unido y Países Bajos para la construcción de remolcadores destinados a funciones como extinción de incendios, salvamento marítimo, remolque y labores auxiliares en los puertos en donde operan.
En los años posteriores la construcción de este tipo de buques descendió en la factoría viguesa en detrimento de oceanográficos, pesqueros o yates de lujo.
De sus gradas han salido el Capitaine Albert Ruault, Capitaine Louis Thomas, RT Magic, RT Spirit, Svitzer Caldey, Svitzer Lindsway, Svitzer Kilroom, Svitzer Ramsey y Svitzer Waterston, por ejemplo.

### Yates

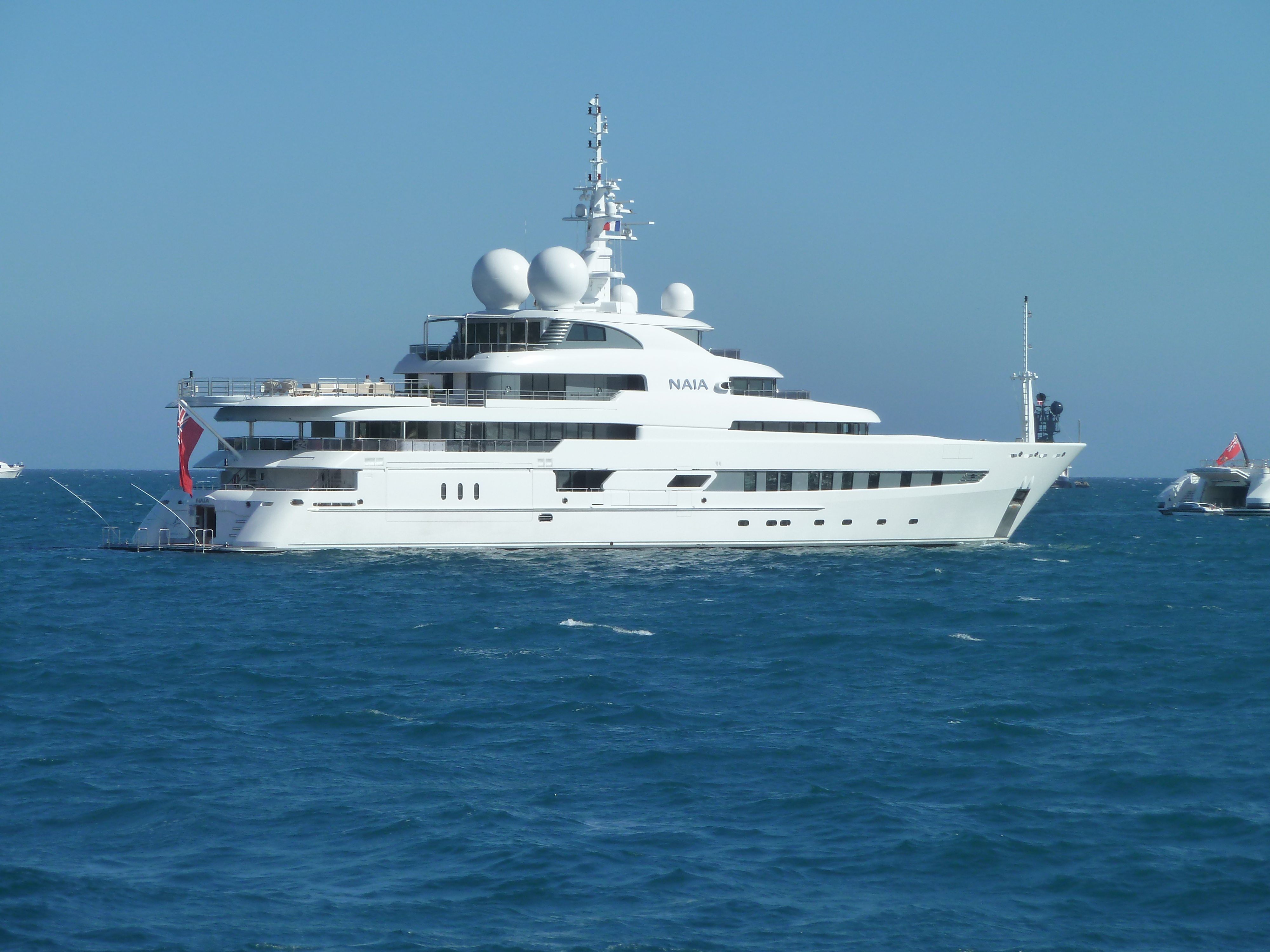
El Naia (ex Pegaso) en Juan-les-Pins.

La iniciación de la factoría en el diseño y construcción yates de lujo y megayates es relativamente reciente, siendo su primera entrega el Naia (ex Pegaso). Botado en el año 2011, fue concebido inicialmente como un buque de investigación privada por encargo de Alejandro Burillo Azcárraga (sobrino del fundador de Televisa) tras su venta posterior a un jeque árabe se le sometió a un refitting en el propio astillero y transformado en una exclusiva embarcación de recreo. En los primeros años de la década de 2020 construyó otras dos unidades llamadas Renaissance para la naviera británica Burgess y «proyecto Incognita» para un armador confidencial, el Renaissance con sus 111 metros de eslora hacen que actualmente sea el mayor megayate construido hasta la fecha en España.
Aunque Freire Shipyard no se inició en la construcción o reforma de este tipo de embarcaciones hasta el siglo XXI, ya desde la década de 1980 la familia Freire es uno de los accionistas mayoritarios de Astilleros de Mallorca, atarazana especializada en la reparación y transformación de grandes yates.

### Otros buques
En su palmarés también figuran otros buques y estructuras flotantes no vinculados con los sectores anteriormente citados. Entre ellos el buque escuela KRI Bima Suci para las Fuerzas Armadas de Indonesia, el catamarán de pasaje Real Fernando por encargo del ayuntamiento de Sanlúcar de Barrameda para cubrir rutas turísticas en el Parque Nacional de Doñana, la draga Acanto para Fomento de Construcciones y Contratas (FCC) de España o la pontona Boavista II de 90 metros de eslora, en donde se instaló una central de generación eléctrica utilizada como soporte para una turbina destinada al abastecimiento de energía eléctrica en Luanda (Angola).

## Instalaciones
La empresa dispone de dos factorías en la Avenida de Beiramar separadas entre sí a menos de medio kilómetro, una en Bouzas y otra en Coya, sumando aproximadamente entre ambas una superficie de 42 000 m².

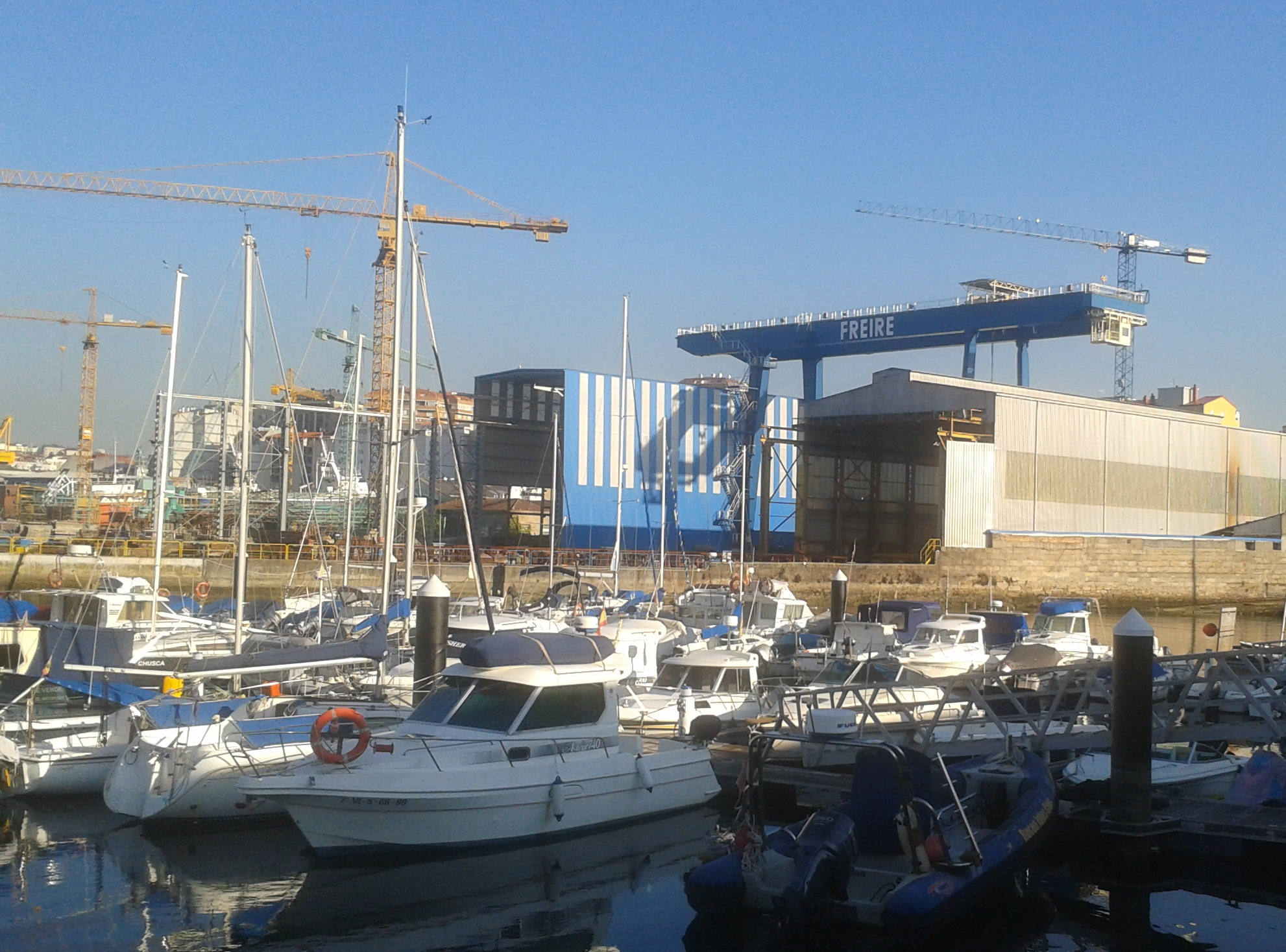
Factoría de Bouzas.

En las instalaciones situadas en el barrio marinero de Bouzas se encuentran la sede principal de la empresa, oficina técnica, talleres de prefabricado, tuberías y elaboración, una grúa pórtico y dos gradas destinadas a las nuevas construcciones. Mientras que en las ubicadas en la vecina parroquia de Coya –conocidas como Astilleros y Varaderos San Gregorio (Asvagre)- se localizan los talleres de aceros y mecánico, almacén, dos muelles de 120 metros de longitud cada uno y una grada varadero. En Asvagre se realizan los trabajos de armado e instalación de equipos en los buques de nueva construcción después de su botadura, también se efectúan trabajos de reparación, refitting y transformación naval en general.
Hasta 2018 Freire Shipyard contaba con otro astillero en la zona noroeste de la Ría de Vigo, Astilleros y Varaderos Domaio, ubicados en la parroquia homónima y vendidos en septiembre del citado año a la pesquera Fandicosta. Este varadero dispone de dos rampas de 108 metros de longitud, 10 de ancho y tres de calado, fue utilizado por Freire para trabajos de apoyo a sus centros de Bouzas y Coya.

## Certificaciones de Calidad
El astillero está en posesión de los siguientes certificados de calidad: ISO 9001, ISO 14001 y la OHSAS 18001.

## Premios y reconocimientos

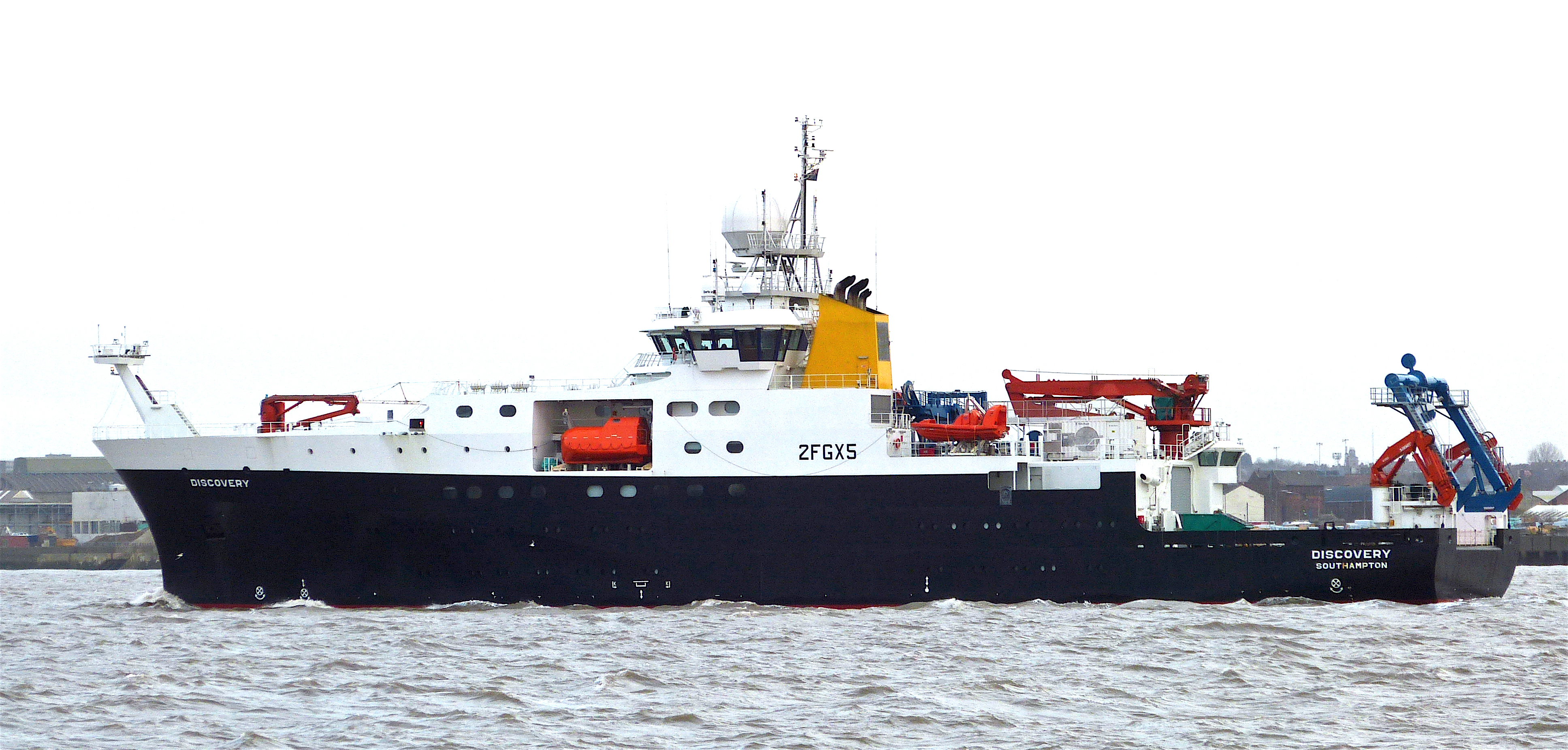
El oceanográfico RRS Discovery saliendo de Liverpool.

- En 2025 el megayate Renaissance es galardonado en la categoría «mejor embarcación para charter» en los premios que organiza anualmente la publicación Robb Report.[71]

- En 2021 el atunero Monte Raiola consigue el tercer puesto en el Concurso Buques Destacados que organiza anualmente la Asociación de Ingenieros Navales y Oceánicos de España (AINE).

- En 2018 el buque oceanográfico BAP Carrasco construido por Freire Shipyard es galardonado como Buque Destacado en la tercera edición de los Premios FINE (Fomento de la Industria Naval Española). La empresa recibió este reconocimiento en una gala celebrada el 23 de mayo de ese mismo año en el Pazo los Escudos de Vigo.[72]

- En 2017 el buque escuela KRI Bima Suci consigue el segundo puesto en el Concurso Buques Destacados que organiza anualmente la Asociación de Ingenieros Navales y Oceánicos de España (AINE).[73]

- En marzo de 2017 el astillero es galardonado como Astillero Destacado 2017 en la segunda edición de los premios FINE (Fomento de la Industria Naval Española).[74] El galardón fue entregado por el director general de MTU Ibérica al encargado de producción de Freire Shipyard en una gala celebrada durante la World Maritime Week de Bilbao de ese mismo año.

- En 2013 el oceanográfico RRS Discovery consigue el primer puesto en el Concurso Buques Destacados que organiza anualmente la Asociación de Ingenieros Navales y Oceánicos de España (AINE).[75]

## Accionariado
Actualmente el 100 % del accionariado de la empresa es de capital privado y continúa perteneciendo a la familia Freire.